# Yüksek Hızlı Tren
El YHT (acrónimo de Yüksek Hızlı Tren, “tren de alta velocidad") es un servicio de transporte ferroviario de alta velocidad de TCDD, la compañía ferroviaria nacional de Turquía. Actualmente circula en dos líneas de alta velocidad: LAV Ankara-Estambul y LAV Ankara-Konya.

## Material rodante
Entre el material rodante utilizado se encuentra el TCDD HT65000 construido por CAF así como el TCDD HT80000 construido por Siemens .